# Darpas
Darpas (en arménien Դարպաս) est une communauté rurale du marz de Lorri en Arménie. En 2008, elle compte 1 800 habitants.